# 母趾外転筋
母趾外転筋（ぼしがいてんきん、Abductor hallucis muscle((）は人間の下肢の筋肉で母趾の外転を行う。
踵骨隆起の内側突起、屈筋支帯および足底腱膜から起こり、起因して腱弓がつくられ、下を長指および長母指屈筋が足根管に納まって走っており、筋は内側種子骨および基節骨底で停止する。